# Centre informatique national de l'enseignement supérieur
Pour l’article ayant un titre homophone, voir Cines.
Le Centre informatique national de l'enseignement supérieur (CINES), basé à Montpellier, est un établissement public à caractère administratif français placé sous la tutelle du ministère de l'Enseignement supérieur, et créé par décret en 1999.
Il offre un service informatique utilisé pour la recherche publique en France.
C'est un des grands centres nationaux pour l'offre en puissance de calcul destiné à la recherche en France.
Il a trois missions : 
- le calcul à haute performance sur superordinateur ;
- l'archivage pérenne de documents électroniques ;
- l'hébergement de matériels informatiques à vocation nationale.

## Historique
En 1981, est créé le Centre national universitaire sud de calcul (CNUSC) à Montpellier, chargé d'héberger des applications scientifiques pour la communauté des chercheurs, mais aussi des applications en bibliothéconomie.
Fin décembre 1999, le CNUSC se transforme pour devenir le CINES actuel, créé par décret no 99-318 du 20 avril 1999. Le changement apporta de nouvelles missions, ainsi qu'un changement de statut.
Le 6 mars 2014, les statuts du CINES sont modifiés par décretparus au journal officiel. Ce décret fait apparaître une nouvelle mission, l'hébergement de matériels informatiques à vocation nationale.
Durant toutes ces années, le nombre de salariés au sein de l'établissement varie autour d'une quarantaine de techniciens et ingénieurs.

## Mission calcul
Le CINES fournit depuis longtemps des moyens de calcul à la communauté des chercheurs français, son parc de machines évolue régulièrement,, pour cela il coopère avec le Grand Équipement National de Calcul Intensif (GENCI).

### Machine Actuelle

#### Adastra _ Mise en service en Janvier 2023
Adastra est l’un des supercalculateurs parmi les plus puissants en Europe pour la recherche scientifique. Hébergé au CINES à Montpellier, il succède à la machine Occigen hébergée au CINES de 2015 à 2022, avec une puissance de calcul 20 fois supérieure.
Grâce à son architecture de dernière génération (technologie HPE-CRAY-AMD, identique aux calculateurs FRONTIER et LUMI ), il complète les systèmes existants de GENCI disponibles au sein des 2 autres centres nationaux de calcul  (TGCC du CEA et IDRIS du CNRS).
Le nouveau supercalculateur de pointe « Adastra » prend son nom de la locution latine “Per aspera ad astra” traduite par « Par des chemins ardus vers les étoiles ».  
Avec une performance crête de plus de 75 PFlops il fournit aux scientifiques français des capacités de calcul massives et innovantes pour leurs besoins complexes en simulation numérique.
Caractéristiques d’Adastra
- 536 nœuds de calcul CPU (Processeur AMD Genoa de 96 cœurs) ;
- 338 nœuds de calcul GPU (GPU AMD MI250X) ;
- 12 nœuds de visualisation (CPU AMD Genoa 64 cœurs, GPU Nvidia L40) ;
- 10 nœuds de logins (CPU AMD Genoa 64 cœurs) ;
- Un réseau d'interconnexion de topologie Dragon Fly, haut débit faible latence de 200 Gb/s ;
- Un stockage rapide "Scratch" de 2 Po.

Le supercalculateur Adastra été classé dans le TOP 10 mondial  des superordinateurs les plus puissants en juin 2022.
Optimisation énergétique
Afin d’obtenir le meilleur rapport performance sur énergie, la technologie de refroidissement par eau tiède (32°) a été choisie et permet d’obtenir un PUE inférieur à 1,1. Ce score vient confirmer l’orientation du CINES vers une utilisation plus sobre et responsable de la technologie en vue de préserver l'environnement et de lutter contre le changement climatique.
Adastra contribue ainsi à l'avancée de la recherche scientifique et à la transition vers une société plus durable avec un positionnement en novembre 2022 dans le top 3 mondial (GREEN 500) avec une performance de 58 Gflops/W.
Projets scientifiques

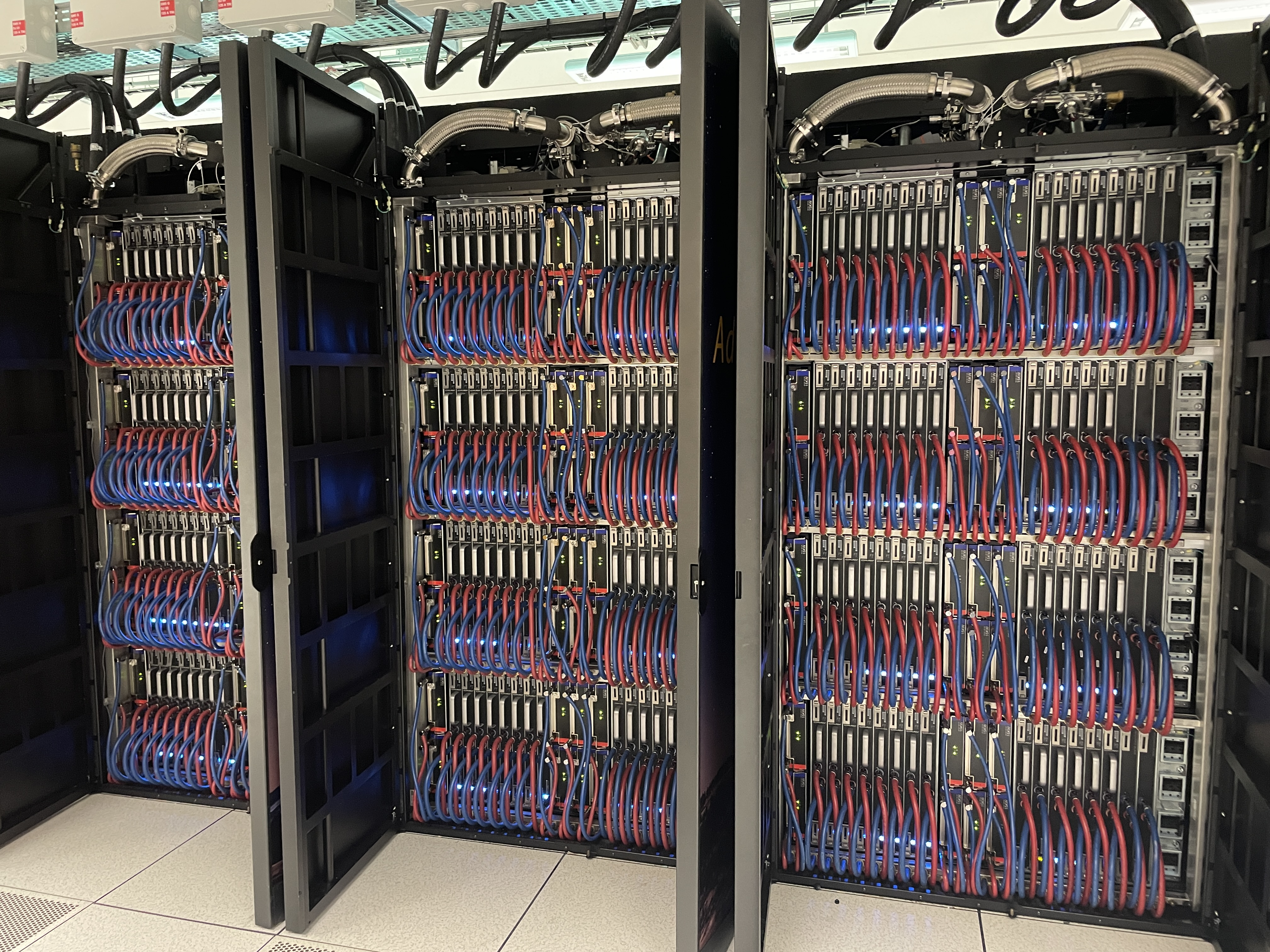
Vue du supercalculateur Adastra installé par GENCI au CINES à Montpellier (2022)

En coordination avec le Grand Équipement National de Calcul Intensif (GENCI), Adastra est utilisé pour des projets scientifiques ambitieux qui abordent des enjeux sociétaux importants.
Parmi ces projets, on peut citer :
- La recherche sur les champs éoliens offshore
- L'optimisation de l'action des bombardiers d'eau pour la lutte contre les incendies
- Le développement de véhicules autonomes,
- L'étude de molécules dans le cadre de la santé publique.

### Anciennes machines de calcul

#### Jade - Octobre 2008
Le superordinateur Jade était classé au 27e rang mondial des calculateurs du TOP500 de novembre 2010, c'était la 6e machine européenne et la première machine française pour la recherche publique.

#### Autres machines
En janvier 2011 le CINES disposait de plusieurs machines pour le calcul haute performance :
- une machine SGI Altix ICE 8200 EX[7] ;
- une machine IBM P1600 + Cluster POWER5 ;
- un cluster Bull (avec GPU pour calcul hybride).

La machine IBM d'une puissance de 1,85 + 0,6 TFlops :
- 9 nœuds Power4 à 32/64 Go de RAM ;
- switch Federation ;
- 4 To de disques (GPFS) ;
- 5 nœuds P575 à 32 Go ;
- Infiniband.

### Classement au TOP500
Tous les six mois a lieu le classement mondial des supercalculateurs TOP500, dont est représenté les meilleures places remportées par les différents systèmes du Cines.
| Date      | Nombre de systèmes | Meilleur rang | Nombre de processeurs         | {\displaystyle R_{max}} (TéraFLOPS) | {\displaystyle R_{peak}} (TéraFLOPS) | Puissance (kW) |
| --------- | ------------------ | ------------- | ----------------------------- | ----------------------------------- | ------------------------------------ | -------------- |
| juin 1995 | 1                  | 142           | 32                            | 0,00657                             | 0,00851                              | -              |
| juin 1996 | 1                  | 77            | 79                            | 0,01506                             | 0,02101                              | -              |
| nov. 1997 | 1                  | 112           | 79                            | 0,02730                             | 0,03792                              | -              |
| juin 1998 | 1                  | 137           | 107                           | 0,03655                             | 0,05136                              | -              |
| nov. 1998 | 1                  | 121           | 127                           | 0,04310                             | 0,06096                              | -              |
| juin 1999 | 1                  | 95            | 207                           | 0,06780                             | 0,09936                              | -              |
| nov. 1999 | 3,                 | 98            | 256 + 112 + 207 = 575         | 0,24020                             | 0,35236                              | -              |
| nov. 2000 | 4,                 | 132           | 224 + 256 + 207 + 96 = 783    | 0,3714                              | 0,52866                              | -              |
| juin 2001 | 4,                 | 44            | 472 + 160 + 256 + 207 = 1 095 | 0,8140                              | 1,1209                               | -              |
| nov. 2001 | 3,                 | 56            | 472 + 320 + 256 = 1 048       | 0,8740                              | 1,1816                               | -              |
| nov. 2002 | 3,                 | 119           | 472 + 512 + 256 = 1 240       | 3,699                               | 4,920                                | -              |
| juin 2003 | 2                  | 182           | 472 + 512 = 984               | 4,498                               | 6,100                                | -              |
| nov. 2008 | 1                  | 15            | 12 288                        | 128,400                             | 146,740                              | 608,00 kW      |
| juin 2010 | 2                  | 18            | 12 288 + 10 752 = 23 040      | 237,800                             | 267,878                              | 1 064,00 kW    |
| nov. 2014 | 2                  | 26            | 50 544 + 23 040 = 73 584      | 933,300                             | 1 185,254                            | 934,80 kW      |
| juin 2017 | 2                  | 51            | 85 824 + 19 488 = 105 312     | 1 590,320                           | 2 190,491                            | 1 430,00 kW    |
| juin 2022 | 1                  | 10            | 319 072                       | 46 100,000                          | 61 610,000                           | 921,48 kW      |

Sur ces diagrammes ci-dessous, on voit le classement successif des machines qui sont passées du CNUSC au CINES. On voit une grosse coupure, puis une reprise très forte depuis 2008 avec la machine jade.

Meilleurs classements TOP500 machines CINES.
Maximum peak des machines du CINES.

Avant d'être le CINES, le CNUSC avait déjà des machines classées au TOP500.

## Mission archivage pérenne

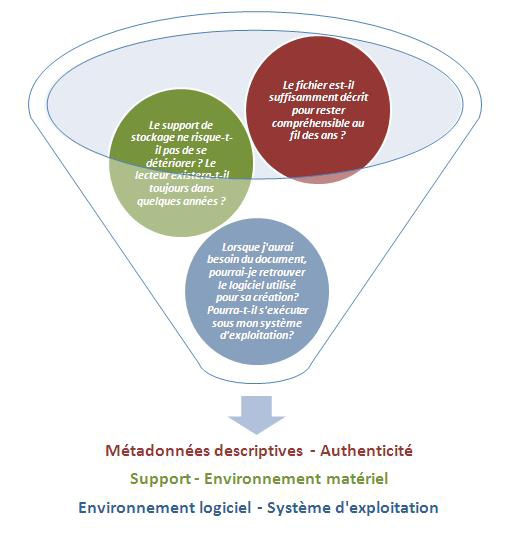
Archivage pérenne de documents électroniques.

L’archivage des données numériques étant un facteur essentiel de succès de toute politique de dématérialisation et de numérisation des informations, la seconde mission stratégique nationale confiée au CINES porte sur le développement et la mise en œuvre d’une solution performante pour la conservation à long terme du patrimoine numérique.

## Mission hébergement de matériels informatiques
La nouvelle mission du CINES est d'apporter une aide à la communauté de la recherche qui à des besoins d'espace pour faire fonctionner des environnements informatiques importants.
Le but est d’apporter aux organismes en manque d'espace matériel en salle machine, la possibilité d'augmenter leurs capacités en nombre de racks. Il est bien souvent difficile de stocker plusieurs racks avec toutes les dépendances qui en découlent (énergie, climatisation, maintenance 24/24). Le CINES peut apporter cet environnement technique, car il dispose des environnements adaptés pour accueillir de l'informatique en « quantité industrielle ».